# Премія «Кіноколо» найкращому акторові у головній ролі
Премія «Кіноколо» найкращому акторові в головній ролі — одна з кінематографічних нагород, яку надають в рамках Національної премії кінокритиків «Кіноколо». Її присуджують найкращому акторові в головній ролі, починаючи з першої церемонії вручення нагород премії 2018 року.
Першим переможцем у цій номінації став В'ячеслав Довженко за роль «Спартак» у фільмі «Кіборги. Герої не вмирають».

## Переможці та номінанти
Нижче наведено переможців, які отримали цю премію, а також номінанти. ★ Імена переможців виділені окремим кольором

## 2010-ті
| Церемонії   | Фото                | Режисер(и)                        | Назва фільму                                         | Країна-виробник фільму |
| ----------- | ------------------- | --------------------------------- | ---------------------------------------------------- | ---------------------- |
| 1-ша (2018) |                     | ★ В'ячеслав Довженко              | «Кіборги. Герої не вмирають»                         | Україна                |
| 1-ша (2018) | Георгій Делієв      | «Донбас»                          | Німеччина · Україна · Франція · Нідерланди · Румунія |                        |
| 1-ша (2018) | Сергій Степанський  | «Вулкан»                          | Україна · Німеччина · Монако                         |                        |
| 1-ша (2018) | Сергій Фролов       | «Таємний щоденник Симона Петлюри» | Україна                                              |                        |
| 2-га (2019) |                     | ★ Ахтем Сеїтаблаєв                | «Додому»                                             | Україна                |
| 2-га (2019) | Євген Ламах         | «U311 „Черкаси“»                  | Україна · Польща                                     |                        |
| 2-га (2019) | Андрій Лідаговський | «Мої думки тихі»                  | Україна                                              |                        |
| 2-га (2019) | Ремзі Білялов       | «Додому»                          | Україна                                              |                        |

## 2020-ті
| Церемонії   | Фото             | Режисер(и)          | Назва фільму                 | Країна-виробник фільму     |
| ----------- | ---------------- | ------------------- | ---------------------------- | -------------------------- |
| 3-тя (2020) |                  | ★ Юрій Кулініч      | «Погані дороги»              | Україна                    |
| 3-тя (2020) | Андрій Римарук   | «Атлантида»         | Україна                      |                            |
| 3-тя (2020) | Ахтем Сеітаблаєв | «Ми є. Ми поруч»    | Україна                      |                            |
| 3-тя (2020) | Євген Ламах      | «Бульмастиф»        | Україна                      |                            |
| 4-та (2021) |                  | ★ Віталій Салій     | «Я працюю на цвинтарі»       | Україна · Польща           |
| 4-та (2021) | Михайло Дзюба    | «Королі репу»       | Україна                      |                            |
| 4-та (2021) | Роман Луцький    | «Безславні кріпаки» | Україна                      |                            |
| 4-та (2021) | Сергій Філімонов | «Носоріг»           | Україна · Польща · Німеччина |                            |
| 5-та (2022) |                  | ★ Олександр Яцентюк | «Памфір»                     | Україна · Польща · Франція |
| 5-та (2022) | Юрій Іздрик      | «Я і Фелікс»        | Україна                      |                            |
| 5-та (2022) | Роман Луцький    | «Відблиск»          | Україна                      |                            |
| 5-та (2022) | Сергій Шадрін    | «Клондайк»          | Україна · Туреччина          |                            |

## Статистика перемог і номінацій

### Номінації
Наступні актори неодноразово були номіновані в цій категорії:
| 2 номінації - Ахтем Сеїтаблаєв - Євген Ламах - Роман Луцький |